# Ступинец (ракетный катер)
Ракетный катер «Ступинец» — советский и российский ракетный катер проекта 1241.1Т (шифр «Молния-1», кодовое обозначение НАТО — Tarantul-II class).

## Строительство
Заложен 4 августа 1982 года на Средне-Невском Судостроительном заводе, спущен на воду 27 июня 1984 года. Торжественный подъём флага со включением в строй Северного флота СССР состоялся 30 сентября 1985 года.

## Служба
В 1989 году РК Р-101 из состава Северного Флота СССР был перечислен в состав Балтийского флота СССР.
В 1993 году для воссоздания Каспийской флотилии после её раздела между странами СНГ, катер был перечислен в состав 73-й бригады кораблей охраны водного района ККФл РФ и переведён по внутренней водной системе в Махачкалу. Р-101 неоднократно признавался лучшим катером соединения по боевой подготовке. В 1999 году РК был переведён в Астрахань. Позже катер поставили в ремонт который из-за нехватки средств затянулся.  Осенью 2001 года был подписан договор сотрудничества между администрацией Ступинского муниципального района и командованием ККФл о установлении шефства над РК Р-101. Согласно приказу главкома ВМФ РФ от 14 декабря 2001 года № 464 большому ракетному катеру Р-101 присвоено имя «Ступинец».
В августе 2002 года катер отправлен в ремонт на ФГУП «Астраханский СРЗ» МО РФ.
В мае 2003 года ОБК под флагом командующего ККФл РФ в составе РК «Ступинец», БТЩ «Магомед Гаджиев» и ГС-301 совершил визит в порт Актау.
Первые ракетные стрельбы состоялись на Каспии в 2004 году.
В 2009 году были сданы курсовые задачи, во время которых комендоры катера впервые в дивизионе выполнили артиллерийскую стрельбу на ходу корабля в автоматическом режиме с наводкой по данным РЛС (основным способом) из носового орудия АК-176М с оценкой «отлично». Далее — участие в масштабных учениях «Кавказ-2009» и сбор-походе сил ККФл. В конце года участвовал в масштабных совместных учениях «Взаимодействие-2009» с вооружёнными силами Республики Казахстан, в рамках которого совместно с МАК «Астрахань» был выполнен эскорт отряда десантных кораблей в район порта Актау; проведены ракетные и артиллерийские стрельбы, радиоэлектронное противодействие; огневая поддержка при высадке морского десанта. По итогам учений командование вооружённых сил Республики Казахстан наградило командира РК «Ступинец» капитана 3-го ранга В. Мириева.
На 2023 год ракетный катер «Ступинец» являлся единственным в ВМФ РФ носителем ПКР «Термит», входил в состав 250-го дивизиона надводных кораблей ККФл, с базированием в г Каспийск. бортовой номер 700.
Списан в 2023 году, на ССЗ «Вымпел» в 2024 году построен новый катер «Ступинец» для Каспийской флотилии.